# Hee Sogn
Hee Sogn er et sogn i Ringkøbing Provsti (Ribe Stift).
I 1800-tallet var No Sogn anneks til Hee Sogn. Begge sogne hørte til Hind Herred i Ringkøbing Amt. Hee-No sognekommune blev senere delt, så hvert sogn dannede sin egen sognekommune. Ved kommunalreformen i 1970 blev både Hee og No indlemmet i Ringkøbing Kommune, der ved strukturreformen i 2007 indgik i Ringkøbing-Skjern Kommune.
I Hee Sogn ligger Hee Kirke.
I sognet findes følgende autoriserede stednavne:
- Agersbæk (bebyggelse)
- Astrup (bebyggelse, ejerlav)
- Birkkær (bebyggelse)
- Bjergland (bebyggelse)
- Bratbjerg (bebyggelse, ejerlav)
- Ejstrup (bebyggelse)
- Haelby (bebyggelse)
- Hee (bebyggelse)
- Hindø (areal, ejerlav, landbrugsejendom)
- Hvingel (bebyggelse)
- Lilkær (bebyggelse)
- Lille Voldbjerg (bebyggelse)
- Møllebakken (bebyggelse)
- Nørgård Bæk (vandareal)
- Nørkær (bebyggelse)
- Sanddal Plantage (areal)
- Sirsbæk (bebyggelse)
- Stensvig Odde (areal)
- Sønderby (bebyggelse)
- Voldbjerg Mark (bebyggelse)